# Léo Leroy
Léo Leroy (* 14. Februar 2000 in Marseille) ist ein französischer Fußballspieler und steht seit 2024 beim FC Basel unter Vertrag.

## Karriere

### Verein
Leory begann seine fußballerische Ausbildung 2005 beim CS Avionnais, wo er ein Jahr spielte, ehe er zum FC Sochaux wechselte. Im Jahr 2007 wechselte er in die Jugendakademie von Stade Rennes. Im Sommer 2018 unterschrieb er dann bei LB Châteauroux, wo er zunächst in der zweiten Mannschaft zum Einsatz kam. Im Februar 2019 unterschrieb er bei dem Zweitligisten dann seinen ersten Profivertrag. Am 1. März 2019 (27. Spieltag) debütierte er dann für die Profimannschaft in der Ligue 2 nach Einwechslung bei einem 2:2-Unentschieden gegen Stade Brest. Bis zum Saisonende 2018/19 spielte er noch weitere zweimal in der zweiten Liga. Am 17. Spieltag der Folgesaison schoss er bei einem 1:1-Unentschieden gegen den FC Sochaux sein erstes Tor im Profibereich. Insgesamt spielte er in jener Saison 2019/20 in 19 von 28 möglichen Spielen, wobei er bereits zwölfmal in der Startelf stand. In der Spielzeit 2020/21 entwickelte er sich bei Châteauroux endgültig zum Stammspieler und bestritt 33 Ligapartien.
Im Sommer 2021 wechselte Leroy daraufhin ablösefrei in die Ligue 1 zum HSC Montpellier. In Frankreichs höchster Spielklasse debütierte er direkt am ersten Spieltag der Saison 2021/22, als er bei einer 2:3-Niederlage gegen Olympique Marseille, aus seiner Geburtsstadt, spät eingewechselt wurde. Bei Montpellier etablierte er sich schnell und kam auf 24 Saisoneinsätze in der Ligue 1. Auch in den folgenden zwei Spielzeiten kam er dort regelmäßig zum Einsatz und absolvierte so in drei Jahren insgesamt 77 Pflichtspiele für Montpellier. 
Im Sommer 2024 wechselte Leroy dann weiter zum FC Basel in die Schweiz.

### Nationalmannschaft
Im März 2019 spielte Leroy zweimal bei der EM-Qualifikation für die französische U19-Nationalmannschaft.

## Familie
Léo Leroy ist der Sohn des ehemaligen Profifußballspieler Jérôme Leroy, der auch bei LB Châteauroux spielte und über 400 Ligue-1-Spiele absolvierte.